# Tóth-Kurucz János (hidrológus)
Tóth-Kurucz János Gergely (Budapest, 1940. június 17. – 2013. április 8.) magyar hidrológus, országgyűlési képviselő.

## Életpályája

### Iskolái
1958-ban érettségizett Esztergomban a ferenceseknél. 1960–1962 között az Építőipari és Közlekedési Műszaki Egyetem hallgatója volt.

### Pályafutása
1945-től – kisebb megszakításokkal – Dunaalmáson élt. 1956–1960 között a Közlekedésépítő Vállalatnál dolgozott. 1964–1969 között a tatai járásban, majd Tatán népművelő volt. 1969–1974 között a Tatai Vízgazdálkodási Társulat technikusa, 1985-től művezetője volt. 1974–1978 között a Szövterv szerkesztőjeként tevékenykedett. 1978–1985 között a Komárom Megyei Építőipari Vállalat tervezője volt.

### Politikai pályafutása
1988–1990 között az MDF almásneszmélyi szervezetének elnöke volt. 1988–1993 között az MDF tagja volt. 1990–1993 között az Önkormányzati, közigazgatási, belbiztonsági és rendőrségi bizottság tagja volt. 1990–1994 között országgyűlési képviselő (Komárom; 1990–1993: MDF; 1993–1994: MIÉP) volt. 1992–1993 között a Monopoly csoport vezetője volt. 1993-ban A Dunai Vízlépcső-rendszer kérdéseivel foglalkozó ideiglenes bizottság tagja volt. 1993–1994 között a MIÉP elnökségi tagja és pártigazgatója volt. 1993–1994 között a Magyar Igazság nemzetpolitikai csoport ügyvivője volt. 1994-ben országgyűlési képviselőjelölt volt.

## Családja
Szülei Tóth-Kurucz János és Michli Etelka voltak. 1969-ben házasságot kötött. Három germeke született.